# Тео Шабо
Тео Шабо (фр. Théo Chiabaut; 9. децембар 1999) монегашки је пливач чија ужа специјалност су трке слободним стилом. 

## Спортска каријера
На међународним пливачким такмичењима у конкуренцији сениора дебитовао је у Казању 2015, на светском првенству у великим базенима где је заузео 78. место у квалификацијама трке на 200 метара слободним стилом. Пливао је и на наредна два светска првенства, у Будимпешти 2017 (102. на 50 слободно и 95. место на 100 слободно) и Квангџуу 2019 (93. на 50 слободно и 95. на 100 слободно).